# 言論、出版、集会、結社等臨時取締法
言論、出版、集会、結社等臨時取締法（げんろん、しゅっぱん、しゅうかい、けっしゃとうりんじとりしまりほう、昭和16年12月19日法律第97号）は、太平洋戦争下における言論、出版、集会、結社等の自由の制限とその取締に関する法律であり、治安警察法に対する特別法である。
終戦後、昭和二十年勅令第五百四十二号「ポツダム」宣言ノ受諾ニ伴ヒ発スル命令ニ関スル件ニ基ク国防保安法廃止等ニ関スル件（昭和20年勅令第568号）により、1945年（昭和20年）10月13日に廃止された。

## 沿革
太平洋戦争前の日本においては、大日本帝国憲法第29条の規定に基づき、言論、出版、集会、結社の自由はいずれも法律の範囲内で保障されており、その制限についても規制の根拠である治安警察法により原則結社・集会は届出制が採用されていた。
そのため、特に治安維持法で禁じられている国体の変革を目的とするような結社等でなければ、安寧秩序を乱し戦争遂行に支障を及ぼすことが明らかな結社・集会であっても、一応これを認める建前となっていた。しかし、太平洋戦争の勃発により時局が重大性を増す中、戦時下では敵国の謀略等により各種の扇動が行われるおそれがあるほか、悪意はなくとも軽率な言動によるデマにより戦争遂行に支障を及ぼすこともあり、また戦時下においては国民が団結して同じ目的に向かって秩序ある行動を行うことが不可欠であることから、国内の対立関係を解消し、挙国一致の体制を整えることが必要であった。そのためには国民の言論、結社等の自由を一定程度制限する必要があり、かつ、それはやむを得ないものであるとして本法は制定された。
なお、戦時下において国民の自由を制限するものとして戒厳があるところ、政府も太平洋戦争において戒厳の宣言を行うことを考えたが、宣言によって国民に混乱をもたらすおそれがあるので国家総力戦においては相応しくないとして取りやめたため、本法を制定して戒厳と同じ効果を狙ったとされる。
本法は、言論、出版、集会、結社等ノ臨時取締法ヲ樺太ニ施行スルノ件
（昭和17年勅令第23号）により樺太に、関東州言論、集会、結社等臨時取締令（昭和17年勅令第22号）により関東州に適用された。

## 内容
本法による規制は、結社・集会に係る許可制の導入、新聞紙類の発行の許可制の導入、出版物の発行停止処分、造言飛語の制限に大別される。本法は治安警察法の特別法であり、本法に規定のない部分については治安警察法が適用された。なお、戦前においてもこのような政治的不自由は本来あり得るべきではないと考えられており、あくまで戦時下における緊急やむを得ない措置であり、その適用は太平洋戦争の平和条約の締結の時までになると言われていた。

### 結社の許可制
- 本法制定前は、政事に関する結社、すなわち政治上の主張を実現することを目的とする結社[11]の結成・変更については、当該結社の事務所所在地を管轄する警察官署への届出制を採用していたが（治安警察法第1条）、これを内務大臣[注釈 2]の許可制に改めた（第2条）。また、必要と認めるときは許可を取り消すことができた（第8条）。
- 当該許可の基準は、法文上は何ら限定がないが、警察行政に係る立法であることに鑑み、当該結社の存在又は活動が安寧秩序を害するおそれがあるかどうかにより判断するとされていた[12][13]。
- 公事に関する結社、すなわち公共の利害に関することを目的とする結社[14]は、必要がある場合には命令をもって許可制とすることができた（第4条）。本規定に基づき、思想に関する結社、すなわち政治、経済、社会の機構制度の改革に関する思想を実現することを目的とする結社[14]も政事に関する結社と同様に許可制となった（本法施行規則第4条）。
- 本法施行時にすでに存在した結社であっても、本法施行日から30日以内に改めて許可を申請する必要があった（附則第2項）。
- この許可を受けないで組織した結社については、事務所の閉鎖、行動の抑圧等により、その行動の一切を差し止めるとされていた[15]。

なお、当該許可制の採用が大日本帝国憲法第29条に抵触するのではないかとの疑義について、政府側は、政治結社を一切許可しないという訳ではなく、あくまで安寧秩序を妨げて戦争遂行に支障のある結社だけを不許可とし、それ以外は許可するので憲法の精神に反するものではないと説明していた。

### 集会の許可制
- 本法制定前は、安寧秩序の保持のために集会の解散を命じることはできたが、集会の事前禁止は不可能であった。開催後に集会に解散を命ずると参加者との摩擦を生じるため、本法では、政事に関する集会、すなわち政治上の主張貫徹を目的とする集会[16]は、原則として当該集会の会場所在地の警察官署[注釈 3]の許可制とした（第3条本文）。また、必要と認めるときは許可を取り消すことができた（第8条）。ただし、20名を超えない[17][16]公衆を帯同しない集会、選挙運動等のための集会等については届出制を採用した（第3条ただし書）。
- 思想に関する集会、すなわち政治、経済、社会の機構制度の改革に関する思想を実現することを目的とする集会[14]も許可制となった（第4条、本法施行規則第4条）。
- 政事・思想に関連しない集会であっても、屋外での集会・多衆運動を伴う集会については許可制となった（第5条）。ただし、葬祭や児童生徒の体育の運動は除かれた（本法施行規則第5条ただし書）。
- 当該許可の基準は、結社の制限と同様、当該集会が安寧秩序を害するおそれがあるかどうかであった[13]。

### 新聞紙類の発行の許可制
- 本法制定前は、新聞紙類の発行は届出制をとっていたが（新聞紙法第4条）、これを内務大臣[注釈 4]の許可制とした（第7条）。また、必要と認めるときは許可を取り消すことができた（第8条）。
- 対象となるのは新聞紙法の規定に基づいて発行されるすべての出版物であった。
- 当該許可の基準は、当該新聞紙の発行による戦時下の安寧秩序保持上の支障の有無であると解されていた[13][18]。
- 当該許可を受けずに新聞紙を印刷した場合、内務大臣[19]はこれを差し押さえることができた（第10条）。

### 出版物の発行停止
- 一般の出版物について、新聞紙法、出版法・国家総動員法の規定により発売・頒布禁止処分がされたとき、内務大臣[20]が必要と認める場合は、当該表題の出版物の以後の発行を禁止し、又は同一人・同一団体[19]の発行する他の出版物一切の発行を停止することができた（第9条）。
- 当該指定を受けたにも拘わらず出版物を印刷した場合、内務大臣[19]はこれを差し押さえることができた（第10条）。

### 造言飛語の制限
これらの制限の必要性について、政府は、戦時下においては国民一般が異常な興奮状態にあるあまり、各種の造言飛語いわゆるデマの流布により、どのような影響が生じるかが不明のためこれを制限する必要がある、と説明している。
- 「時局ニ関シ造言飛語ヲ為シタル者」を2年以下の懲役若しくは禁錮又は2000円以下の罰金に処した（第17条）。
- 「時局ニ関シ人心ヲ惑乱スベキ事項ヲ流布シタル者」を1年以下の懲役若しくは禁錮又は1000円以下の罰金に処した（第18条）。

## 判例
前述のとおり、本法第17条は「時局ニ関シ造言飛語ヲ為シタル者」を処罰しているが、当該規定がどのような言動を処罰しようとしているのかが法文上明らかではないことが刑事裁判で問題となった。

### 経緯[21][22]
被告人は1941年（昭和16年）3月に満蒙開拓青少年義勇軍に入り、満洲国東安省で訓練を受けていたが、1942年（昭和17年）1月に所属していた隊の中隊長より帰国を命じられた。帰国後、中隊長に反意を抱いていた被告人は、要旨次に掲げるような発言を行った。
1. 自分の子供を義勇軍に出している夫妻に対し「義勇軍では営倉に入れられることがあるが、防寒具がないので凍傷になり、大抵は手足を切断することになる。自分の隊の中隊長は酷いやつで気に食わないことがあるとすぐに防寒具なしで営倉に入れることがあり、彼らも手足を切断することになってしまう。また、防寒具なしで歩哨をさせて、別の隊員に逃亡するなら撃ち殺せと命ずることがあるが、これも大抵凍傷にやられる。」などと告げた。
2. 同じく自分の子供を義勇軍に出している女性2人に対し「この中隊は8回も中隊長が変わっている。中隊長が余りに悪いので鉄砲で撃ち殺したり突刺したりした中隊は他にもある。」などと告げた。

これらの言動により、被告人は本法第17条「時局ニ関シ造言飛語ヲ為シタル者」に当たり、その連続犯であるとして、岐阜区裁判所・岐阜地方裁判所は被告人を罰金20円に処した。
これに対して被告人は、原審の判決は1の発言について「一定の事実を誇張」、2の発言について「他から聞いた不確実な事実を真偽を確かめずに話した」ことのみから「時局ニ関シ造言飛語ヲ為シタ」と速断しているが、その発言のうちどの部分が誇張でどの部分が不確実な事実なのかを確定しておらず、判決に理由不備の違法がある等主張し、大審院に上告した。

### 判決[21][22]
1942年（昭和17年）11月20日、大審院第四刑事部は本法第17条について次のとおり解釈を示した。
- 本法第17条の「時局ニ関シ造言飛語ヲ為シタル者」とは、虚構の事実を捏造した場合は当然として、実在の事実を誇張し、確実な根拠のない風説を人に伝えること等を含む。
- 実在の事実の誇張とは、事実を針小棒大に語る場合だけでなく、社会通念に照らして誇張と考えるべき一切の場合を含む。
- 本法第17条を適用するに当たって、判決では、誇張された言動の内容を判示すればよく、その内容のうち、どの部分が事実でどの部分が事実でないのかを示す必要はない。

続いて大審院は、この解釈を前提として次のとおり各発言について判断し、被告人の言動は「時局ニ関シ造言飛語ヲ為シタ」ものといえるから、原審の判断は相当であるとして上告を棄却した。
- 1の発言については、原審が「義勇軍の人々は時に凍傷に悩むことがあるが、その程度に過ぎない」と認定していることに照らし、「事実の誇張」とするのが相当である。
- 2の発言については、その全部に確実な根拠がないことは、原審の判決文から明らかなほか、原審において被告人も認めている。

本判決について美濃部達吉は、「造言飛語」とはただ虚偽・誇張・不確実である言動を指し示すのではなく、社会・人心に悪影響を与えることが重要な要素であるとし、本件事案は被告人の言動を聞いた者が義勇軍に入ることを忌避する可能性がある点を大審院は重視したのではないか、としている。

## 影響
本法によって既存の団体に対しても改めて許可申請を求めた結果、有名無実の団体がこれを機に団体を解消したほか、内務省は結社として価値がないか内容が不穏当なものは積極的に不許可とする方針を採用し、立憲養正会・農地制度改革同盟を不許可処分とするなどして、申請書を提出した約500団体の半数近くが整理された。